# Сузана Тратник
Сузана Тратник (Мурска Собота, 20. април 1963) je словеначка књижевница, лезбејска активисткиња и социолог. Објавила је шест збирки кратких прича, два романа, позоришну представу и три теоријска рада. Њене књиге и кратке приче преведене су на више од 20 језика, док је сама Сузана Тратник превела неколико књига са енглеског на словеначки језик, укључујући дела аутора као што су Џудит Батлер, Ејдриен Рич, Ијан Макјуан и Труман Капоте.
Сузана Тратник је 2007. године добила награду Прешернове задужбине, једну од најпрестижнијих књижевних награда у Словенији. Бројна њена дела преведена су и на српски језик.

## Биографија
Сузана Тратник је рођена 20. априла 1963. године у Мурској Соботи, у Словенији. Дипломирала је социологију на Факултету друштвених наука Универзитета у Љубљани, а магистрирала родну антропологију на Институту хуманистичких наука у Љубљани, где живи и ради. Она је била дубоко укључена у покрет за права ЛГБТ+ особа 1980-их у Југославији и велики део њених радова се и даље фокусира на ЛГБТ+ активизам и образовање у савременој Словенији. Основала је лезбејско удружење LL у Љубљани 1987. године и учествовала је на Фестивалу ЛГБТ филма.

## Дела
Роман „Томбола или живот!” био је номинован за награду Плава птица 2016. године, а њене књиге и кратке приче преведене су на више од двадесет језика. Неке од прича су објављене у више словеначких и интернационалних антологија. Роман „Име ми је Дамјан” преведен је на немачки, чешки, словачки, македонски и српски језик. По овом роману, ауторка је написала истоимену монодраму која је премијерно изведена 2002. године у Љубљани. Номинована је и за награду Критишко сито за најбољу књигу 2017. године.

### Кратке приче
- (Испод нуле, 1997)
- (У свом дворишту, 2003)
- (Паралеле, 2005)
- (Оно што нисам разумела у возу, 2008)
- (Два света, 2010)
- (Резерват, 2012)
- (Без гласа, 2016)

### Романи
- (Име ми је Дамјан, 2001)
- (Трећи свет, 2007)
- (Томбола или живот! 2016)
- (2019)

### Дечији романи
- (2010)

### Драма
- (Име ми је Дамјан, 2002)
- (Желим ти леп дан, 2012)

### Теоријске студије
- Лезбијска прича - књижевна конструкција сексуалности (2004)

### Мемоари
- (Лезбејски активизам корак по корак, 2013)